# Mélység (regény)
A Mélység (The Deep Range) egy 1957-ben megjelent sci-fi regény Arthur C. Clarke tollából. A történet egy űrhajósról szól, aki egy baleset következtében alkalmatlanná válik az űrbéli munkára, ezért a víz alatt folytatja a szolgálat teljesítését. Clarke eme művében kihangsúlyozza a környezetvédelem fontosságát és bemutatja az űr és a tenger mélye közötti hasonlóságokat. A cselekmény egyik legfontosabb eleme egy tengeralatti teremtmény elfogása, mely hasonló a Krakenhez. A Mélység sok hasonlóságot mutat Herman Melville Moby Dick című történetével.
A könyv egy korábbi, azonos című novella kibővítéséből keletkezett. Magyarul kétszer adták ki. Először a Lapi-ICS publikálta 1994-ben, majd 2010-ben újra megjelent a Galaktika Fantasztikus Könyvek-sorozat tagjaként. Mindkét változat Kapronczi Orsolya fordításában jelent meg.

## Cselekmény
|  | Alább a cselekmény részletei következnek! |

A jövőben az emberek élelemellátását a tenger biztosítja. A mezőgazdaság az óceánra költözött, és virágzik az akvakultúra. Zajlik a planktontenyészet és a bálnákat tengeralattjárókkal terelik. Ebbe a világba kerül bele az egykori űrhajós, Walter Franklin, aki egy baleset miatt kényszerül vissza a Földre. Nem térhet vissza, így feleségéről és gyermekeiről is le kell mondania.
Munkájául a fegyverművelést választja, és a ranglétra legaljáról kell a csúcsra jutnia, és közben megismerkedik egy nővel, akivel újra családot alapít. Minél magasabb pozícióba kerül, annál több gondja támad, és zavarodik össze a magánélete. A történet során sok filozófiai és erkölcsi kérdést tesznek fel neki, és nem tudja mindet megválaszolni.
A történet végén fia száll fel egy űrhajóval, ahogy az apja hagyta maga mögött a bolygót egykor.
|  | Itt a vége a cselekmény részletezésének! |

## Magyarul
- Mélység; ford. Kapronczi Orsolya; Lap-ics, Debrecen, 1994